# 富岡兵吉
富岡 兵吉（とみおか ひょうきち、明治2年3月3日（1869年4月14日）/明治4年7月3日（1871年8月18日） - 1926年（大正15年）2月18日）は、日本の盲教育者。東京盲唖学校卒業後、日本で最初の病院マッサージ師として勤務し、さらに盲学校教師として鍼灸・按摩の指導に取り組んだ。

## 生涯
明治2年（1869年）3月3日/明治4年（1871年）7月3日、上野国利根郡薗原村（現在の群馬県沼田市利根町園原）の農家・富岡作次郎、みつの三男（第4子）として生まれる。3・4歳のころ、眼病を患い視力が弱くなる。12歳くらいまではかすかに物が判別できる程度だった。1880年（明治13年）3月に園原小学校下等科を卒業し、翌1881年（明治14年）に沼田市馬喰町の深代鷲五郎に入門し、按摩・鍼を習う。按摩をした旅人から東京盲唖学校のことを聞き、そこでの就学を決意する。1888年（明治21年）10月に東京盲唖学校に入学したが、このころまでには完全失明していた。1889年（明治22年）3月に東京盲唖学校按摩科を卒業し、さらに鍼治科に学ぶ。1891年（明治24年）3月に東京盲唖学校鍼治科を卒業し、4月から東京帝国大学附属病院に日本で初めての病院マッサージ師として勤務する。1895年（明治28年）3月に西山なおと結婚して、その後2男2女を得た。1898年（明治31年）、勤務先を山田病院に替える。1912年（明治45年）に東京盲学校（東京盲唖学校を盲部門と聾唖部門に分離した盲教育部門。現在の筑波大学附属視覚特別支援学校）の嘱託になり、警視庁鍼灸按摩試験委員、文部省盲教育講習会の講師を務める。1913年（大正2年）に東京盲学校訓導になり、同年三宅秀・大沢岳太郎・寺田高堂とともに文部省経穴調査委員になる。1916年（大正5年）/1918年（大正7年）東京盲学校教諭。1917年（大正6年）に著書『日本按摩術』を刊行する。1920年（大正9年）、東京盲学校の同窓会理事長になる。1921年（大正10年）に点字著書『点字存稿集』を出版する。1923年（大正12年）関東大震災で自宅が全焼したが、同窓会会員の罹災救護に励む。1926年（大正15年）2月18日に急性肺炎のため逝去した。57歳であった。1938年（昭和13年）2月13日には、東京盲学校講堂で、奥村三策先生二十七回忌、富岡兵吉先生三回忌の追悼式が行われ、かつて教師として教え子に影響を与えた2人の事跡が偲ばれた。

### 生地とその時代背景
富岡平吉の生地は、沼田市の東十数キロにあたり、今はダムに沈んでいる。上野駅から高崎駅まで汽車が開通したのは1884年（明治17年）であり、これが渋川駅まで開通したのは1921年（大正10年）であった。したがって、富岡平吉が盲唖学校へ行くためには、居住地から高崎駅まで40kmほどを歩く必要があった。現在では、視覚障害者の学習や読書において不可欠な点字であるが、ようやく、富岡兵吉入学の前年1890年11月に、石川倉次考案の日本点字の採用が決められたばかりであった。したがって、まだ点字本はなく、口伝による学習が中心だった。

### 日本初の病院マッサージ師
1974年（明治7年）に医師に関する制度が敷かれたが、鍼・灸・按摩は医療に入れられず、民間療法に転落させられた。しかし、マッサージ治療の考え方は西洋の医学にもあったので、マッサージの効果と必要については、理解されていた。そこで、盲唖学校に「マッサージをできる者が欲しい」という申入れがあった。マッサージについては、鍼按の初代教諭だった奥村三策が、ドイツのマッサージ書を訳してもらって教えていたが、まだ十分な知識と訓練が行われていなかった。しかし、校長小西信八と、奥村三策は相談の上、富岡平吉を推薦することとし、富岡もこれを受け入れて、日本初の病院マッサージ師が帝大病院に誕生することとなった。

## 年譜
- 1869年4月14日 - 上野国利根郡薗原村で生まれる。3～4歳のころ、眼病を患い視力が弱くなる
- 1880年3月 - 園原小学校下等科を卒業
- 1881年 - 沼田町の深代方に入門する
- 1888年 - 東京盲唖学校に入学する。この頃までに完全失明していた
- 1889年3月 - 東京盲唖学校按摩科を卒業
- 1891年3月 - 東京盲唖学校鍼治科を卒業し、4月から東京帝国大学附属病院に日本で最初の病院マッサージ師として勤務する
- 1895年3月 - 西山なおと結婚し、その後2男2女を得る
- 1898年 - 勤務先を山田病院に替える
- 1912年 - 東京盲学校嘱託になる、警視庁鍼灸按摩試験委員になる、文部省盲教育講習会の講師を務める
- 1913年 - 東京盲学校訓導になる、文部省経穴調査委員になる
- 1916年 - 東京盲学校教諭になる
- 1917年 - 著書『日本按摩術』を刊行
- 1918年 - 高等官八等正八位[2][3][4]
- 1920年 - 東京盲学校の同窓会理事長になる、高等官七等従七位[2]
- 1921年 - 著書『点字存稿集』を出版する
- 1922年 - 高等官六等正七位[2][3][4]
- 1923年 - 関東大震災で自宅全焼、同窓会会員の罹災救護に励む
- 1925年 - 高等官五等従六位[2]、従五位[3][4]
- 1926年2月18日 - 急性肺炎のために逝去、享年57

## 著書
- 『日本按摩術』
- 『点字存稿集』点字出版